# 雲貴総督
雲貴総督（うんきそうとく、満洲語：ᠶᡡᠨᠨᠠᠨ
ᡤᡠᡳ᠌ᠵᡝᠣ ᠊ᡳ
ᡠᡥᡝᡵᡳ
ᡴᠠᡩ᠋ᠠᠯᠠᡵᠠ
ᠠᠮᠪᠠᠨ、yūnnan guijeo -i uheri kadalara amban）は、中国清朝の地方長官の官職である。雲南省・貴州省の総督として管轄地域の軍政・民政の両方を統括した。

## 沿革
- 1662年（康熙元年）、雲南総督と貴州総督が設置され、雲南総督府は曲靖に、貴州総督府は安順に置かれる。
- 1664年（康熙3年）、雲南総督が廃止され、貴州総督が兼任し、総督府は貴陽に移される。
- 1673年（康熙12年）、雲南総督に改称され、総督府は曲靖に置かれる。
- 1687年（康熙26年）、総督府が雲南府に移される。
- 1732年（雍正10年）、雲貴総督が広西省も管轄する。
- 1734年（雍正12年）、広西省が雲貴総督の管轄から外される。
- 1905年（光緒31年）、雲貴総督が雲南巡撫を兼任する。